# 網紋冠鱗單棘魨
網紋冠鱗單棘魨，為輻鰭魚綱魨形目鱗魨亞目單棘魨科的其中一種，為熱帶海水魚，西印度洋紅海至波斯灣海域，棲息深度20-50公尺，體長可達25公分，棲息在沿海礁石區，生活習性不明。

## 扩展阅读
維基物種上的相關：網紋冠鱗單棘魨